# The ICEE Company
The Icee Company es una compañía estadounidense de bebidas ubicada en La Vergne, Tennessee, Estados Unidos.  Su producto estrella es el Icee (estilizado como ICEE), que es una bebida carbonatada congelada disponible en sabores de frutas y   refrescos. Icee también produce otras bebidas congeladas y paletas italianas   bajo las marcas Icee y Slush Puppie.  ICEE Bear, un oso polar animado, es la mascota de la compañía.
The Icee Company fue fundada por Omar Knedlik, quien es el inventor de la bebida Icee original.   Se convirtió en la base para el Slurpee y otras bebidas de máquinas congeladas después de que varias máquinas hechas por la compañía fueron compradas por 7-Eleven en 1965. Ha   sido una división de J &J Snack Foods desde 1988 y distribuye productos en los Estados Unidos, Canadá, México, Guatemala, Australia, el Reino Unido, China y el Medio Oriente.

## Historia
El Icee fue inventado en 1958 por Omar Knedlik, un propietario de Dairy Queen en Coffeyville, Kansas. La bebida fue el resultado de un equipo defectuoso en la Dairy Queen propiedad de    Knedlik. Su máquina de refrescos se rompió y comenzó a colocar botellas de refresco en el congelador para mantenerlos fríos. Knedlik comenzó a vender botellas de la soda que   se convertiría instantáneamente en aguanieve una vez abierto. El refresco congelado se hizo popular entre los clientes del establecimiento.
El nombre Icee, así como el logotipo original   de la compañía fueron desarrollados por Ruth E. Taylor, una artista local y amiga de Knedlik. Ella desarrolló el nombre “Icee", así como   la idea de los carámbanos del logotipo que cuelgan de las letras de molde, que se ha mantenido sin cambios. Ella pensó en el oso polar, pero la mascota del oso real ya había sido creada por la agencia de publicidad Norsworthy-Mercer.  La palabra "Icee” con la nieve en ella fue diseñada por un artista del personal de la Mitchell Company, Lonnie Williams, como parte de una taza que diseñó.  
Knedlik se asoció con la John E Mitchell Company en Dallas para desarrollar la máquina, para la que Knedlik recibió una patente en 1960. La primera máquina se hizo de una unidad de aire acondicionado de    coche. Funcionaba combinando y    congelando   agua, dióxido de carbono y una mezcla de sabores.  Después de cinco años, la idea de Knedlik se había convertido en la icónica Máquina Icee después de llamar la atención de 7-Eleven. La cadena de tiendas de conveniencia compró varias máquinas y más tarde cambió el nombre del producto a Slurpee basado en el sonido de slurping que la gente hace al beber la bebida.
The Mitchell Company instituyó un plan de franquicia de dos niveles que involucraba a "Desarrolladores" y "Subdesarrollos".  Esencialmente, los desarrolladores y los subdesarrollos pagaron tarifas y alquileres por el derecho a utilizar un número específico de dispensadores Icee y por los derechos dentro de territorios exclusivos para distribuir las máquinas y promover la venta de la bebida Icee. A mediados de la década de 1960, se habían fabricado 300 máquinas Icee. 
J & J Snack Foods compró The Icee Company en 1987. En diciembre de 2019, la compañía trasladó su sede de Ontario, California a La Vergne, Tennessee.

## Productos y licencias

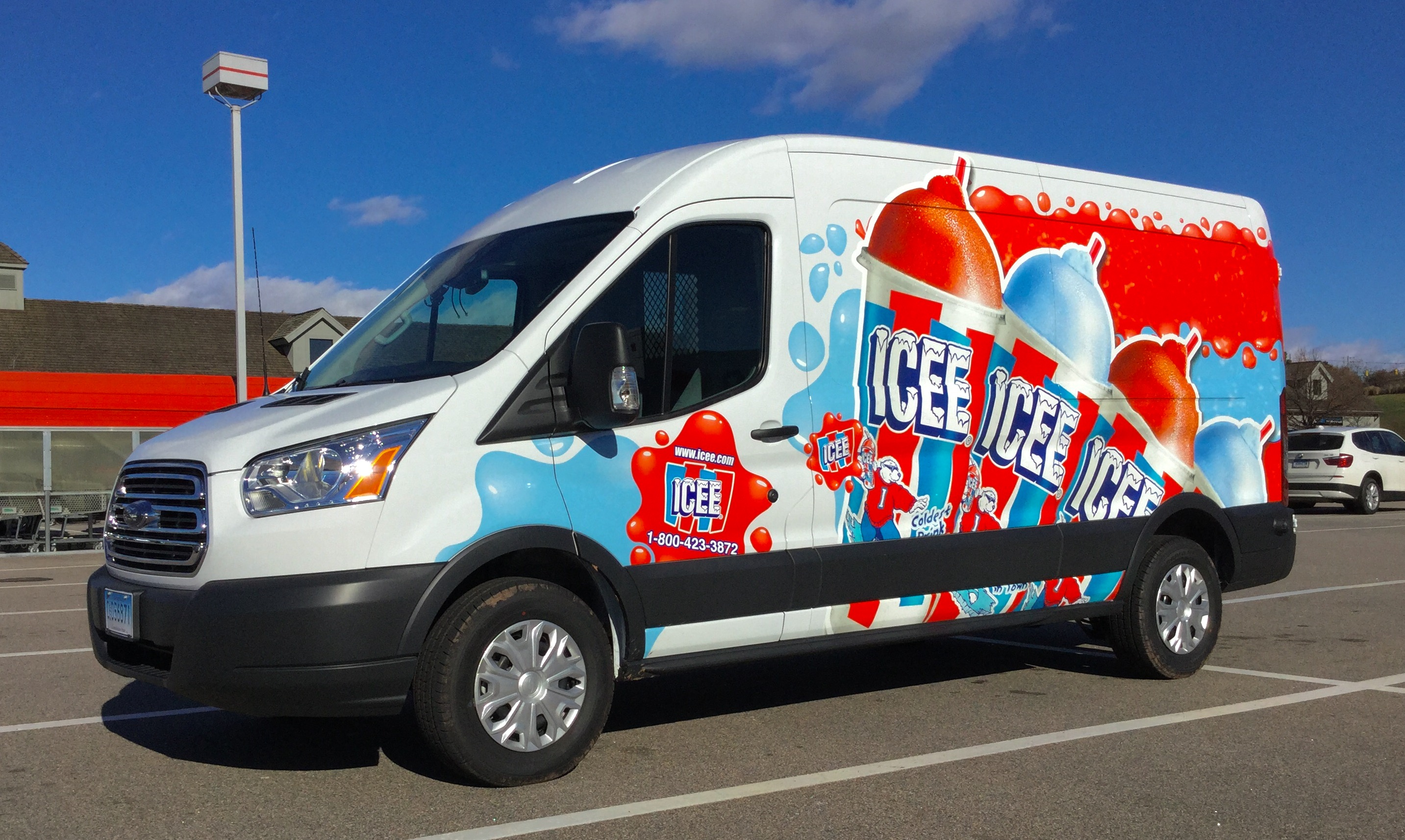
Furgoneta de The Icee Company

The Icee Company tiene más de 75,000 máquinas Icee en todo Estados Unidos que sirven más de 300 millones de porciones Icee por año. Los restaurantes McDonald's y Subway dentro de las tiendas Walmart venden Icees. Los restaurantes Burger King en los Estados Unidos venden Icees y Icee Floats. Target y Wawa también venden Icees dentro de sus tiendas. En México, Icee está ampliamente disponible en tiendas departamentales como Sears y Walmart, y dentro de   cines y tiendas de conveniencia. Icee es también la principal bebida congelada que se vende en Wawa y Quick Chek, dos cadenas de tiendas de conveniencia en la región del Atlántico Medio de los EE. UU. Icee está disponible en las gasolineras Valero de marca compartida con sus tiendas CornerStore (a excepción de las tiendas de propiedad independiente), así como en la mayoría de las ubicaciones de Rainforest Café. 
En 2019, Icee se expandió al Reino Unido por primera vez, al asociarse con Vimto, un fabricante y distribuidor internacional de refrescos con sede en el Reino Unido. Rápidamente siguió un contrato a escala europea para suministrar la cadena de cines Cineworld. A finales de 2019 / principios de 2020, otro contrato a nivel europeo para suministrar a Showcase Cinemas expandió aún más la marca en toda Europa.
- Datos: Q7741290